# Ballerina (film fra 2016)
 For alternative betydninger, se Ballerina. (Se også artikler, som begynder med Ballerina)
Ballerina er en 3D-animeret musikalsk eventyrkomediefilm fra  2016 instrueret af Éric Summer og med manuskript af Carol Noble og Laurent Zeitoun.

## Handling
Filmen forgår i 1880'erne hvor Félicie (Elle Fanning), en forældreløs pige, der drømmer om at blive ballerina, men mangler formel uddannelse. Hun stikker af fra sit børnehjem på landet i Bretagne med sin bedste ven, Victor (Dane DeHaan), en ung opfinder. Sammen går de til det smukke Paris, men de bliver snart adskilt, og Victor bliver kontordreng i Gustave Eiffels værksted. Félicie finder vej til Parisoperaen, hvor operaens vagt fanger hende for hendes overtrædelse. Hun bliver reddet af en kvinde der hedder Odette (Carly Rae Jepsen), som lader Félicie blive hos hende, indtil hun har fået en uddannelse. Odette arbejder for både operaen og den grusomme Régine Le Haut (Julie Khaner), en velhavende restaurantsejer. Mens hun hjælper Odette med at gøre rent, spionerer Félicie på Regines datter, Camille (Maddie Ziegler), der øver ballet. Camille ser Félicie, fornærmer hende og kaster Félicies musikboks ud af vinduet og ødelægger den. Da Félicie opsøger Victor for at få den repareret, opfanger hun postbuddet, der bringer et brev fra operaen, som tilbyder Camille en plads på den berømte skole i Paris Opera Ballet; i sin vrede skjuler hun brevet og beslutter sig for at påtage sig Camilles identitet for at komme ind på balletskolen og forfølger dermed sin drøm.